# Coccyx (chi bướm)
Coccyx là một chi bướm đêm thuộc phân họ Olethreutinae, họ Tortricidae Tortricidae.

## Hình ảnh

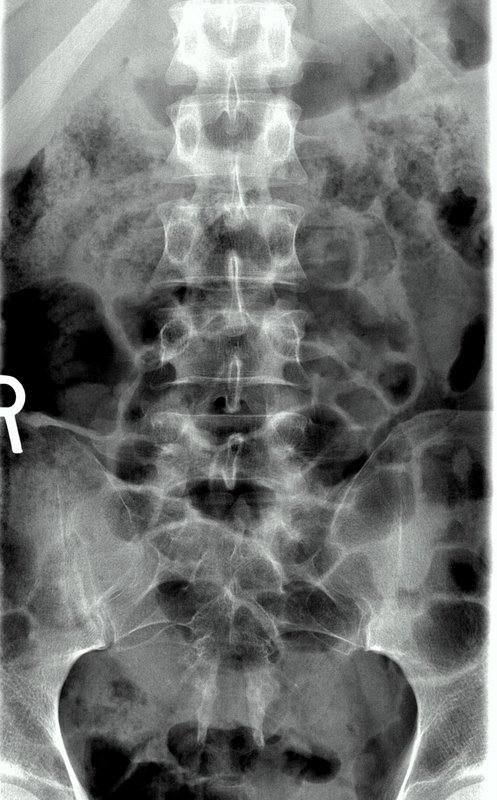
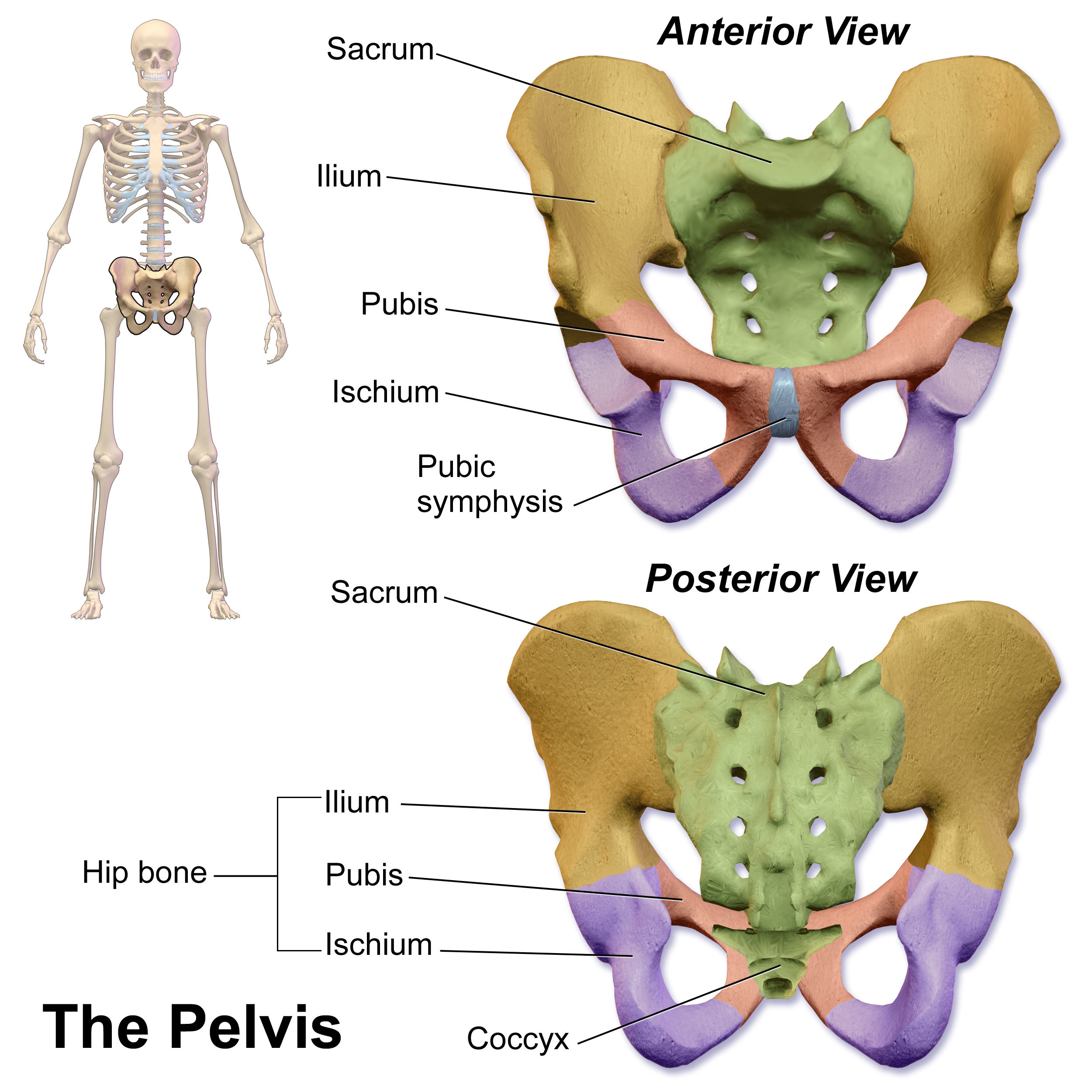
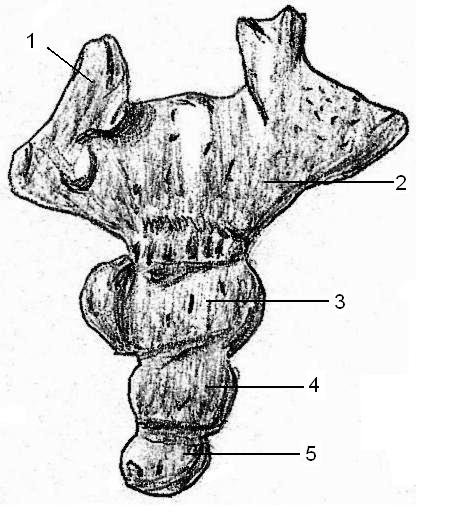
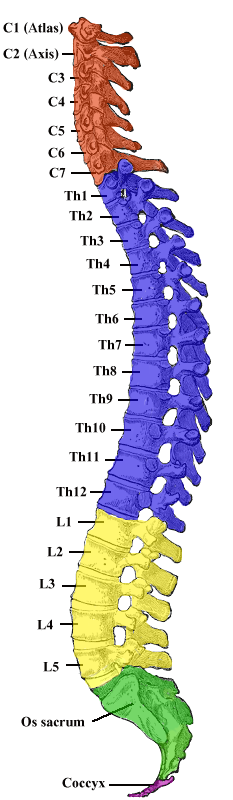

## Các loài
- Coccyx kollarana
- Coccyx strobilana
- Coccyx strobilella